# Plaça de Catalunya – Escola Industrial
Plaça de Catalunya – Escola Industrial és un barri de Terrassa, a la part oriental del districte 1 o del Centre, centrat entorn de la plaça de Catalunya (a l'extrem nord) i l'Escola d'Enginyeria de Terrassa, a l'angle nord-oest, llocs que li donen nom. Té una superfície de 0,21 km² i una població de 5.115 habitants el 2021.
Està limitat al nord pel passeig Vint-i-dos de Juliol (l'antiga via del ferrocarril Barcelona-Manresa de la RENFE), al sud pel carrer de Richard Wagner, a l'est per l'avinguda de Barcelona i a l'oest per la carretera de Castellar i el carrer de Colom.
El sector occidental del barri pertany a la parròquia de Sant Josep de Can Palet, mentre que l'oriental depèn de Sant Cristòfol de Ca n'Anglada. La festa major és l'11 de setembre.
En aquest barri hi tenen la seu diversos centres del campus terrassenc de la Universitat Politècnica de Catalunya, entre els quals l'Escola d'Enginyeria de Terrassa (EET) a l'edifici del Palau d'Industries i l'Institut d'Investigació Tèxtil de l'Escola Tècnica Superior d'Enginyeries Industrial i Aeronàutica de Terrassa (ETSEIAT), al Vapor Universitari.

## Història
L'edificació més antiga del barri és l'Escola d'Enginyeria de Terrassa, obra de Lluís Muncunill i Parellada i Josep Domènech i Mansana inaugurada el 1904, a la confluència de la carretera de Castellar, el carrer de Colom i l'avinguda de Jacquard. Ja el 1921 l'arquitecte municipal Melcior Vinyals ja definia aquesta àrea de la ciutat com el barri de Can Gorgs, per la masia situada a l'est de l'actual plaça de Catalunya, al començament del carrer de Jacint Elias, enderrocada arran de la urbanització de l'avinguda de Barcelona, que va partir el mas.
La plaça de Catalunya, que centra la part nord del barri, es va inaugurar el 1986. Aquesta nova infraestructura ciutadana va comportar la creació d'una associació de veïns que va començar a reivindicar les senyes d'identitat de la barriada anomenada popularment de l'Escola Industrial.

## Llocs d'interès
- L'Escola Industrial, edifici modernista situat al carrer de Colom número 1, antic Palau d'Indústries i actualment seu de l'Escola d'Enginyeria de Terrassa (ETT), centre adscrit a la Universitat Politècnica de Catalunya (UPC).
- El Vapor Universitari, modern edifici rehabilitat per Eduard Broto (1995), aprofitant les instal·lacions de l'antiga fàbrica Hilabor. Forma part també del campus universitari. Comprèn, entre d'altres, la Residència d'Estudiants i l'Institut d'Investigació Tèxtil de l'Escola Tècnica Superior d'Enginyeries Industrial i Aeronàutica de Terrassa (ETSEIAT), el centre de la UNED a Terrassa i l'Escola Superior de Comerç i Distribució (ESCODI). Carrer de Colom, 114.